# Sebastiano Luperto
Sebastiano Luperto (Lecce, Italia, 6 de septiembre de 1996) es un futbolista italiano. Juega de defensa y su club es el Cagliari Calcio de la Serie A de Italia.

## Trayectoria
Se formó en las categorías inferiores del Lecce, club de su ciudad natal, y del Napoli. En la temporada 2014/15 fue incorporado al primer equipo napolitano por Rafa Benítez, que lo hizo debutar en la Serie A el 3 de mayo de 2015 (Napoli-Milan 3-0), cuando Luperto reemplazó a David López en el minuto 84 del partido.
El 26 de agosto de 2016 fue cedido al Pro Vercelli de la Serie B, donde jugó 32 partidos. El 3 de agosto de 2017 pasó a préstamo al Empoli, club que también militaba en la segunda división italiana; en el equipo toscano totalizó 28 partidos y 2 goles. En 2018 volvió al Napoli y jugó en el primer equipo durante dos temporadas, hasta que en octubre de 2020 fue cedido al Crotone, recién ascendido a la máxima división italiana.

### Internacional
Ha sido internacional con las selecciones de Italia sub-18, sub-19, sub-20 y sub-21.

## Clubes
| Club                        | País   | Año       |
| --------------------------- | ------ | --------- |
| S. S. C. Napoli             | Italia | 2014-2016 |
| F. C. Pro Vercelli (cedido) | Italia | 2016-2017 |
| Empoli F. C. (cedido)       | Italia | 2017-2018 |
| S. S. C. Napoli             | Italia | 2018-2020 |
| F. C. Crotone (cedido)      | Italia | 2020-2021 |
| Empoli F. C. (cedido)       | Italia | 2021-2023 |
| Empoli F. C.                | Italia | 2023-2024 |
| Cagliari Calcio             | Italia | 2024-     |

## Palmarés

### Campeonatos nacionales
| Título      | Club            | País   | Año     |
| ----------- | --------------- | ------ | ------- |
| Copa Italia | S. S. C. Napoli | Italia | 2019-20 |